# Mohamed Larbi Arouri
Mohamed Larbi Arouri, né le 13 mai 1983 à Tunis, est un footballeur tunisien. Il évolue au poste de défenseur entre 2002 et 2014.

## Clubs
- 2002-juillet 2003 : Avenir sportif de La Marsa (Tunisie)
- juillet 2003-juillet 2006 : Étoile sportive du Sahel (Tunisie)
- juillet 2006-juillet 2009 : FBK Kaunas (Lituanie)
- juillet 2009-janvier 2010 : Avenir sportif de Kasserine (Tunisie)
- janvier-juillet 2010 : FK Ordabasy Chimkent (Kazakhstan)
- juillet 2010-juillet 2011 : Metalurh Zaporijia (Ukraine)
- juillet 2011-janvier 2012 : FK Oleksandria (Ukraine}
- janvier 2012-janvier 2014 : FK Ordabasy Chimkent (Kazakhstan)

## Palmarès
- Coupe de la confédération : 2006
- Ligue balte : 2008
- Coupe de la Ligue tunisienne de football : 2005
- Championnat de Lituanie : 2007
- Coupe de Lituanie : 2008